# Edward Richet
Edward Pierre Richet, né le 27 mars 1876 à Bassens (Gironde) et mort le 4 juillet 1937 à Toulouse, est un mécanicien français, pilote de course et pionnier de l'automobile, constructeur avec Louis Renault de la première automobile Renault.

## Biographie
Fils de Pierre Alfred Richet et de Jeanne Bière, Edward (parfois orthographié Edouard ou Edvard) nait le 27 mars 1876 à Bassens (Gironde).
Il se retrouve, lors de son service militaire en 1897, en compagnie de Louis Renault, avec lequel il se lie d'amitié.
Après la fin de leur service, les deux comparses se retrouvent dans l'atelier de Louis où ils fabriquent, entre le 2 octobre et le 25 décembre 1898, la première voiturette Renault, la Type A. Il devient alors le premier collaborateur des usines Renault dès janvier 1899.

## Carrière chez Renault
Edward passera sa vie professionnelle entière chez Renault, où, après avoir débuté comme mécanicien principal avec Louis Renault, il deviendra contremaître et prendra aussi le volant lors de différentes courses auxquelles participe la jeune marque, avec notamment Ferenc Szisz,.
Premier collaborateur de la jeune entreprise,, il devient, dans les années 1910, Directeur des ateliers d'ajustage, de montage et d'essais aux usines Renault.
En 1923, il quitte Boulogne-Billancourt et part à Toulouse prendre la direction des agences Renault du Sud-Ouest.
Il y décède en 1937, à l'âge de 61 ans.

## Récompenses
Il est élevé au titre de Chevalier de la Légion d'Honneur le 14 juin 1923, titre remis par Louis Renault en personne (alors Officier de la Légion d'Honneur) le 15 janvier 1925.
La récompense fait suite aux services extraordinaires qu'il a rendu :

"L'un des plus anciens et des plus précieux collaborateurs de la maison RENAULT. A joué un rôle important dans toutes les étapes du développement des usines Renault, ainsi que dans l'organisation des diverses fabrications réalisées par ces usines (voitures, camions, tracteurs, obus, moteurs d'Aviation), et dont certaines ont eu une influence décisive dans la dernière période de la guerre. A surtout contribué très largement à l'essor de toutes les fabrications intéressant l'Aéronautique."

## Toponymie
Une rue à son nom est présente dans sa ville de naissance, Bassens (Gironde).

## Galerie

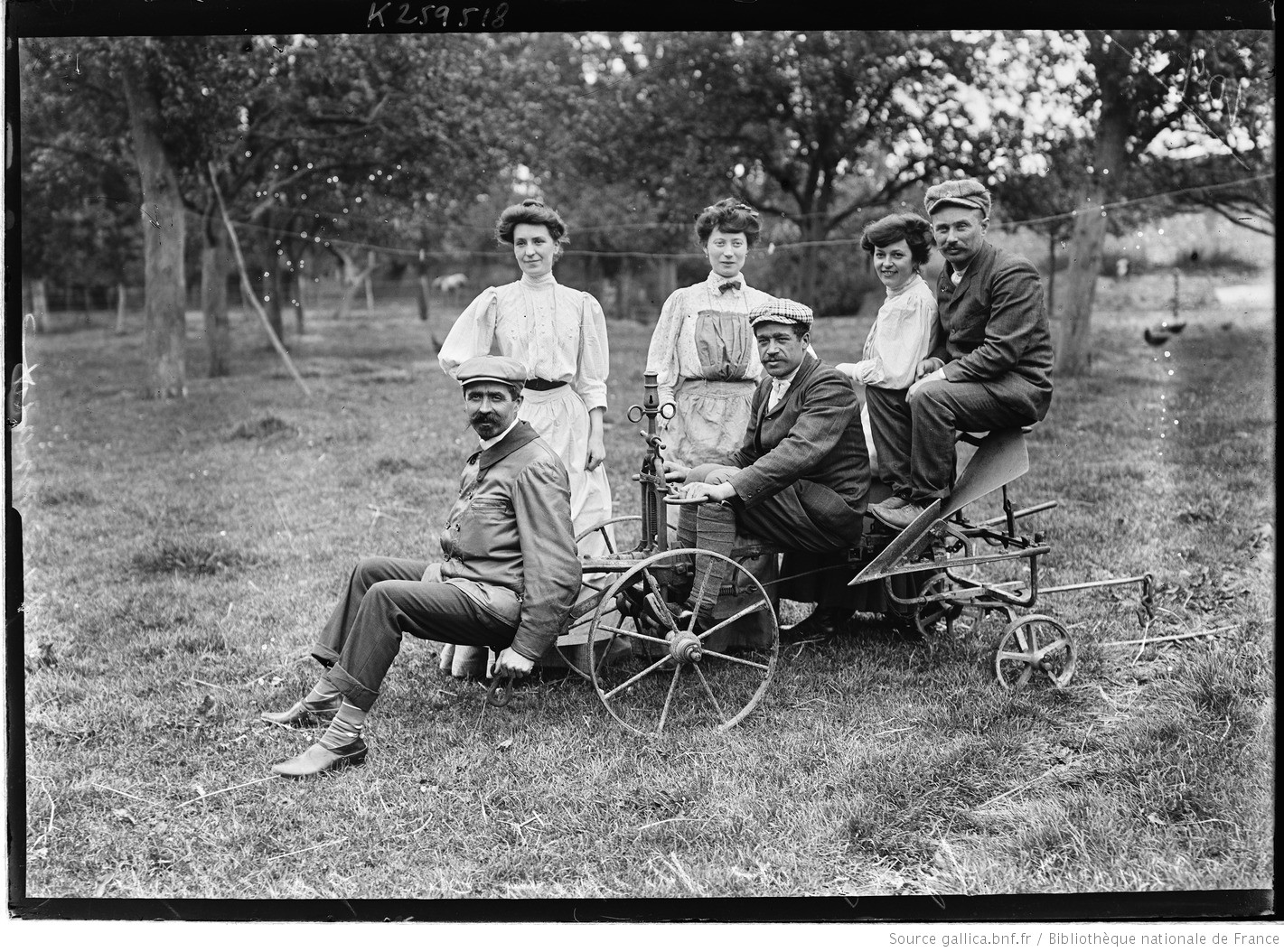
Richet, Edmond et Szisz (1907)
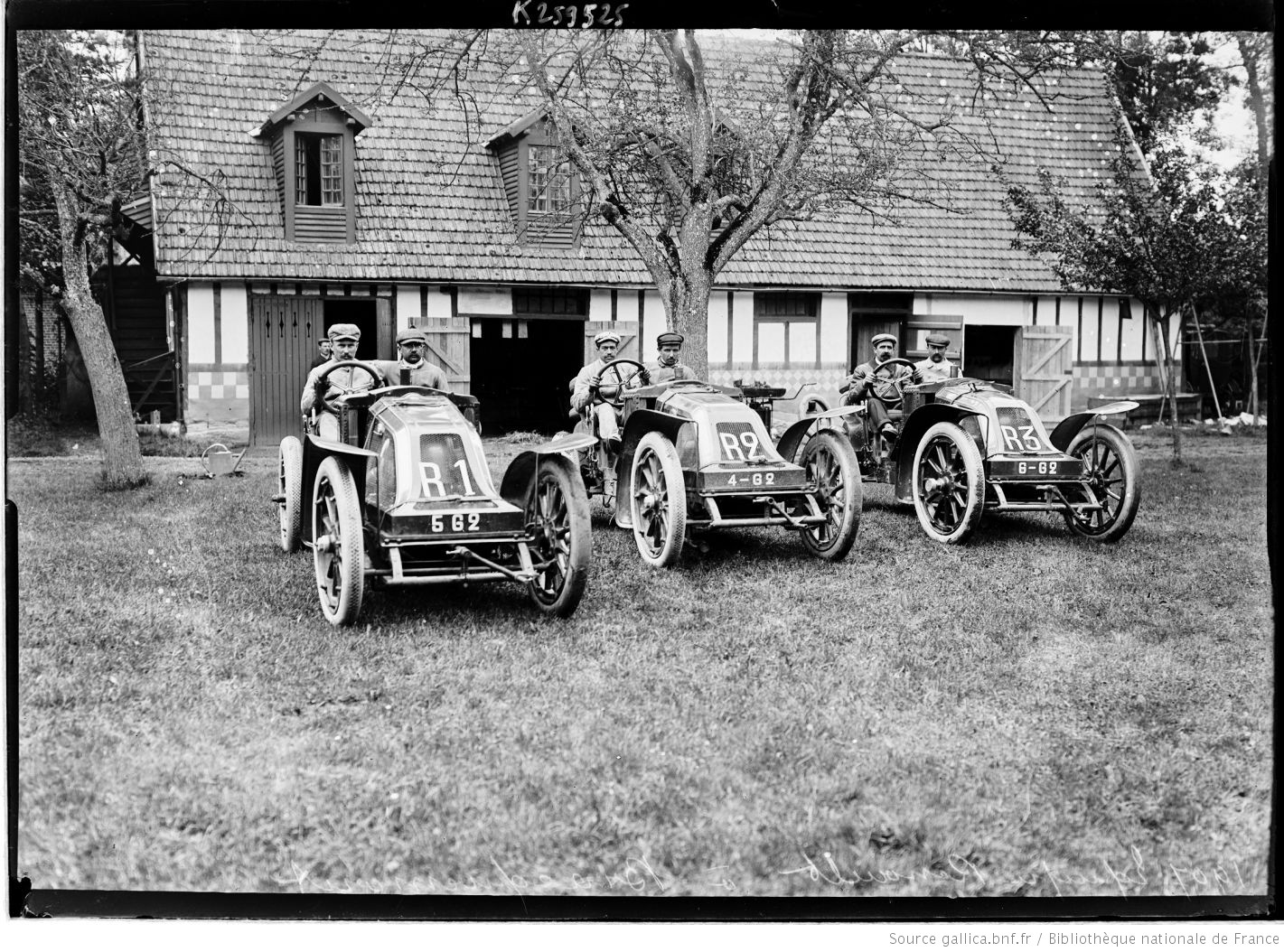
Avant le Grand Prix de l'ACF, fin juin 1907, équipe Renault à Bracquemont, (de g. à d. Szisz, Edmond, Richet)
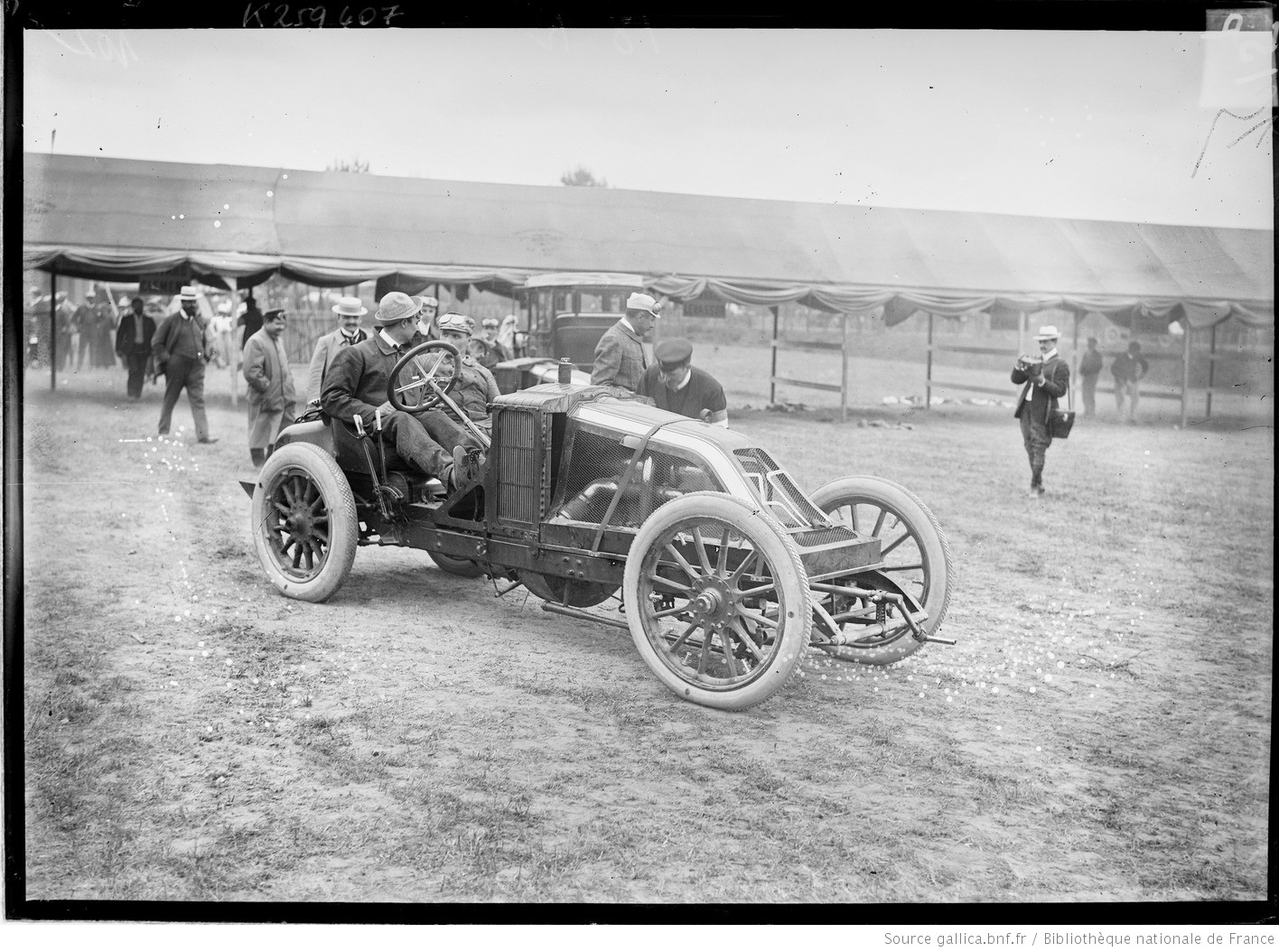
Richet sur Renault - Grand Prix de l'ACF, 26 ou 27 juin 1906
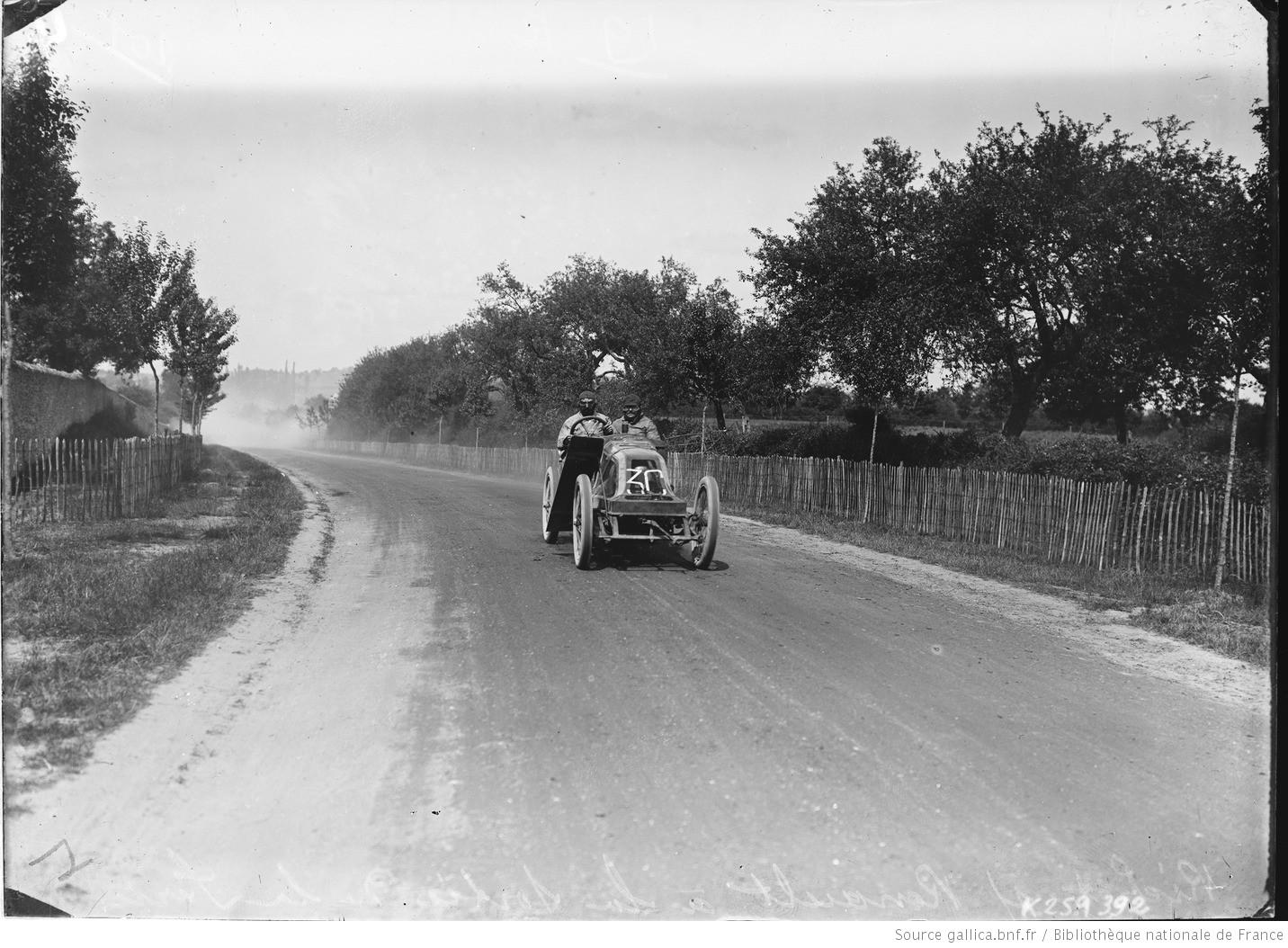
Richet sur Renault à la sortie de la Ferté - Grand Prix de l'ACF, 26 - 27 juin 1906
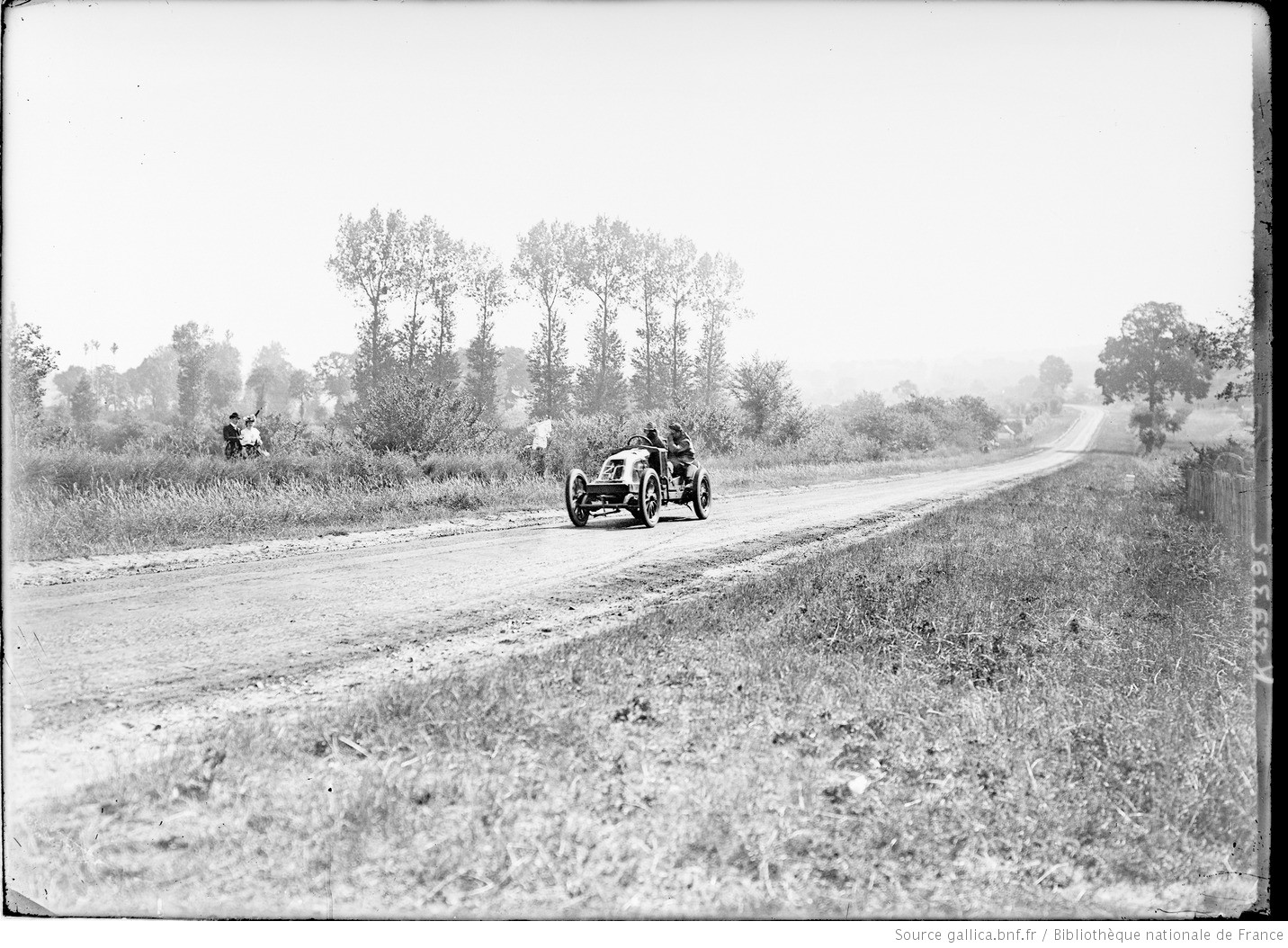
Richet sur Renault avant la Belle Inutile - Grand Prix de l'ACF, 26 - 27 juin 1906
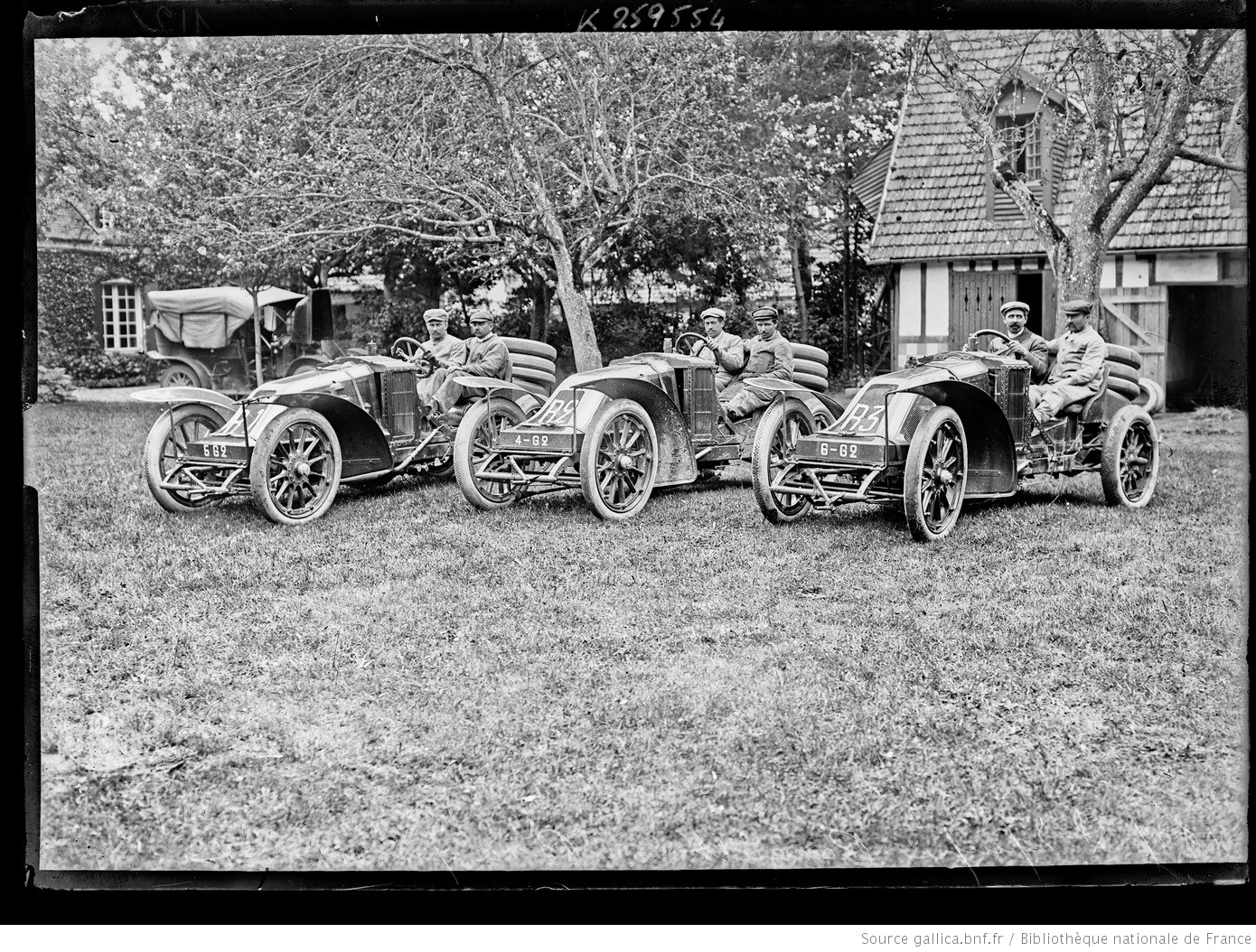
Avant le Grand Prix de l'ACF, fin juin 1907, l'équipe Renault à Bracquemont, (de g. à d. Szisz, Edmond, Richet)